# Schoenobryum evanescens
Schoenobryum evanescens là một loài Rêu trong họ Cryphaeaceae. Loài này được (Müll. Hal.) Manuel miêu tả khoa học đầu tiên năm 1977.